# Çobanyıldızı
Çobanyıldızı (türkisch für Hirtenstern, [Venus]) ist ein Dorf (Köy) im Landkreis Pülümür der türkischen Provinz Tunceli. Im Jahr 2011 lebten in Çobanyıldızı 78 Menschen.